# Бір-Ел-Атер – Тебесса
Бір-Ел-Атер – Тебесса – газопровід на північному сході Алжиру, що забезпечує подачу блакитного палива до вілаєту Тебесса.
Трубопровід, будівництво якого завершили в 1985 році, починається від газотранспортного коридору GO1/GO2/GO3 (Хассі-Р'Мель – Уед-Саф-Саф), який є алжирською ділянкою Транссередземноморського газопроводу. Він має довжину 94 км та виконаний в діаметрі 500 мм.